# Серлинг, Род
Ро́дман Э́двард (Род) Серлинг (англ. Rodman Edward "Rod" Serling; 25 декабря 1924 года — 28 июня 1975 года) — американский сценарист, драматург, телевизионный продюсер и рассказчик. В 1950-х годах был одним из самых престижных сценаристов на телевидении. В 1959 году запустил сериал-антологию «Сумеречная зона», который впоследствии стал культовым, а самого Серлинга сделал одним из самых уважаемых и узнаваемых писателей в истории телевидения. За свою карьеру Серлинг написал более 250 сценариев для кино и телевидения, включая сценарий к фильму «Планета обезьян» (1968) по одноимённому роману Пьера Буля. Шестикратный лауреат премии «Эмми».
Серлинг активно занимался политикой и помог сформировать стандарты телевизионной индустрии. Был известен в Голливуде как «сердитый молодой человек» («angry young man»), часто спорил с руководителями телевидения и спонсорами по широкому кругу вопросов, включая цензуру, расизм и войну.

## Биография

### Ранние годы
Родман Эдвард Серлинг родился 25 декабря 1924 года в Сиракьюсе, штат Нью-Йорк, в еврейской семье, «Я был рождественским подарком, который доставили без упаковки», — любил шутить он позже. Он был вторым из двух сыновей, родившихся у домохозяйки Эстер (урождённой Купер, 1893 — 5 марта 1958) и Сэмюэля Лоуренса Серлинга (1892 — 1 сентября 1945). До появления детей отец Серлинга работал секретарем и был изобретателем-любителем, позже стал, как и его тесть, работать бакалейщиком, для того чтобы получать стабильный доход, однако Великая депрессия вынудила магазин закрыться, и он ушёл в мясники. Старший брат Рода Роберт Дж. Серлинг был писателем и писал художественную и научно-популярную литературу про авиацию.
Серлинг провел большую часть своей юности в 110 км к югу от Сиракьюса в Бингемтоне, на севере штата Нью-Йорк, после того, как его семья переехала туда в 1926 году. Его родители поощряли его творческие наклонности. Сэмюэль построил небольшую сцену в подвале, где Род часто ставил пьесы (иногда с соседскими детьми). Его старший брат, писатель Роберт, вспоминал, как в возрасте шести или семи лет, Род часами развлекался, разыгрывая диалоги из бульварных журналов или фильмов, которые он видел. Род часто задавал много вопросов, не дожидаясь ответов. Однажды во время двухчасовой поездки из Бингемтона в Сиракьюс все члены семьи ехали молча, только чтобы посмотреть, обратит ли на это внимание Род. Но он этого не заметил и всю дорогу говорил без умолку. Роберт говорил, что Родман «был симпатичным ребёнком и знал это. Он был очень популярен, очень артикулирован, очень откровенен. У него не было высокомерия — это была уверенность». Несмотря на семилетнюю разницу в возрасте братья были очень близки в детстве, они всегда вместе играли, вместе смотрели кино и потом обсуждали его и вместе читали такие журналы как Amazing Stories, Astounding Stories и Weird Tales.
В начальной школе Серлинг имел звание клоуна класса, и многие учителя считали его безнадежным. Однако учитель английского языка Хелен Фоули поощряла мальчика выходить на публичные выступления в школе, во внеклассных занятиях. Также юный Серлинг стал писать для школьной газеты, в которой, по словам биографа Гордона Сандера, он «зарекомендовал себя как общественного деятеля». Как редактор школьной газеты Серлинг призвал своих сокурсников поддержать военные действия. Он хотел бросить школу до её окончания, чтобы пойти на фронт, но его учитель обществоведения уговорил его дождаться выпуска. «Война — временное явление», — сказал ему Гас Янгстром. «Это закончится. Образование — нет. Где ты будешь без диплома после войны?» Он увлекался спортом, преуспел в теннисе и настольном теннисе. Когда он попытался вступить в университетскую футбольную команду, ему отказали, так как он не подходил по росту, его рост на тот момент был 163 сантиметра.
Серлинг с раннего возраста увлекался радио и литературой. Он был заядлым радиослушателем, особенно интересовался триллерами, фэнтези и ужасами. Самыми любимыми драматургами Серлинга были Арч Оболер и Норман Коруин. Он также «выполнял какую-то штатную работу на радиостанции в Бингемтоне... пытался писать... но никогда ничего не публиковалось». Он был принят в колледж когда учился в последнем классе средней школы. Однако в то время США были вовлечены во Вторую мировую войну, и Серлинг решил поступить на военную службу, а не в колледж сразу после того, как окончит Центральную среднюю школу Бингемтонав 1943 году.

### Военная служба
Когда США вступили во Вторую мировую войну, Род Серлинг принял решение покинуть школу до её окончания, чтобы пойти служить, но учитель по гражданскому воспитанию отговорил его это делать. В итоге Серлинг поступил на службу в армию США на следующее утро после окончания школы, вслед за своим братом Робертом. Служил в 511-м парашютно-пехотном полку 11-й Воздушно-десантной дивизии. Во время службы принимал участие в боксерских соревнованиях в полусреднем весе и провел 17 боев, поднявшись до второго раунда финала дивизиона, однако затем был нокаутирован. В апреле 1944 года его отправили на запад в Калифорнию (что разочаровало Серлинга, так как он надеялся помочь в борьбе с Гитлером), в ноябре его дивизия впервые дала бой, высадившись на Филиппинах. Однако 11-я воздушно-десантная дивизия будет использоваться не как десантники, а как легкая пехота во время битвы при Лейте. По разным причинам Серлинг был переведен в 511-й взвод подрывников, называвшегося «Отрядом смерти», из-за высокого уровня потерь. Время Серлинга в Лейте сформировало его писательские и политические взгляды на всю оставшуюся жизнь. Видев смерть каждый день, от рук своих врагов, его союзников, а также несчастных случаев, позднее он использовал эту непредсказуемость смерти в качестве темы во многих своих работах. Во время своей военной службы рядовой Серлинг был награждён Пурпурным сердцем, Бронзовой звездой, и Филиппинской медалью за освобождение. Был несколько раз ранен (одно из них пришлось на коленную чашечку). Боевой опыт Серлинга глубоко повлиял на него и большую часть его творчества. Это оставило его с кошмарами и воспоминаниями на всю оставшуюся жизнь.

### Послевоенная жизнь, образование и семья
После увольнения из армии в 1946 году Серлинг работал в реабилитационном госпитале, восстанавливаясь после ран. Его колено беспокоило его годами. Позже его жена привыкла к тому, что он падал с лестницы, когда колено подводило его.
После того, как Род Серлинг пришёл в форму, по мере обучения в старшей школе, он использовал образовательные льготы и выплаты по инвалидности для зачисления на программу физического воспитания в Антиохийском колледже в Йеллоу-Спрингс, штат Огайо.
Его интересы привели его к студенческому театру, а затем к радиовещанию. Он изменил свою специализацию на литературу и получил степень бакалавра искусств в 1950 году. Во время учёбы, он продолжал писать, а также начал руководить и вести многие радиопрограммы кампуса. Здесь же он познакомился с Кэролайн Луизой «Кэрол» Крамер, студенткой, которая впоследствии стала его женой. У них родились две дочери, Джоди и Энн.

## Карьера

### Сумеречная зона
2 октября 1959 года на телеканале CBS состоялась премьера классической серии «Сумеречной зоны», созданной Серлингом.
Для проекта Серлинг нанимал сценаристов, которых уважал (таких как Ричард Мэтисон и Чарльз Бомонт). В интервью Серлинг сказал, что над форматом научно фантастического шоу со спонсорами и руководителями сетей спора не будет, а также, что проект избежит цензуры, в отличие от более раннего сценария для Playhouse 90.
Серлинг использовал свой собственный опыт для написания многих эпизодов (например, о боксе, военной жизни и пилотах самолётов). В «Сумеречной зоне» выражены его социальные взгляды на расовые отношения, несколько завуалированные в научно-фантастических и фантастических элементах шоу. Например, эпизод "I Am the Night-Color Me Black", в котором расизм и ненависть заставляют темное облако формироваться на американском Юге и распространяться по всему миру. Многие истории «Сумеречной зоны» отражают его взгляды и на гендерные роли.
«Сумеречная зона» транслировалась в течение пяти сезонов (первые три были представлены получасовыми сериями, четверый — часовыми, а пятый вернулся к получасовому формату) и выиграла множество телевизионных и драматических премий. Хотя сериал имел преданных поклонников, он имел только умеренные рейтинги и был дважды «заморожен» и восстановлен. После пяти лет и 156 эпизодов (92, из которых написаны Серлингом), он устал от серии. В 1964 году создатель шоу решил не возражать против третьего и окончательного закрытия проекта. Серлинг продал права на «Сумеречную зону» CBS.
В 1969 году был запущен телесериал — антология «Ночная галерея», который транслировался на канале NBC с 16 декабря 1970 года по 27 мая 1973 года. Род Серлинг был ведущим «Ночной галереи» и одним из основных авторов сценариев сериала, хотя у него не было такого же контроля над содержанием и атмосферой серий, как в «Сумеречной зоне». Серлинг рассматривал Ночную галерею как логическое продолжение Сумеречной зоны, хотя она была ориентирована на ужасах сверхъестественного. Было снято 3 сезона, которые длились 50 минут (сезоны 1 и 2) и 25 минут (сезон 3). Всего было снято 43 серии, состоящие из 93-х сегментов, которые были положительно восприняты публикой. «Ночная галерея» была номинирована на премию «Эмми» за эпизод первого сезона «They’re Tearing Down Tim Riley’s Bar».
6 декабря 2018 года телеканал Syfy объявил, что планирует возродить сериал.
В 1983 году студия Warner Bros. сняла фильм «Сумеречная зона». Бывший актёр сериала Бёрджесс Мередит выступил в качестве рассказчика фильма. Позднее были две попытки возродить сериал в 1985 и 2002 году, уже после смерти создателя шоу.

## Смерть
3 мая 1975 года Серлинг перенёс небольшой сердечный приступ и был госпитализирован. Он провел две недели в Общественной больнице округа Томпкинс, прежде чем был выписан. Второй сердечный приступ произошёл через две недели и заставил врачей согласиться с тем, что необходима операция на открытом сердце. Хотя в то время операция считалась рискованной, было решено её провести. Процедура продолжительностью в десять часов была проведена 26 июня. Серлинг перенёс третий сердечный приступ на операционном столе и умер через два дня в больнице Стронг Мемориал в Рочестере, Нью-Йорк. Ему было 50 лет. Похороны состоялись 2 июля.

## Анализ творчества
Как и у любого другого автора, в творчестве Серлинга можно заметить наиболее часто повторяющиеся типы персонажей, сюжетные приемы, и определённые темы. Две наиболее часто повторяющиеся темы в творчестве Серлинга это поле боя и боксёрский ринг. Спортсмен который вынужден признать тот факт, что пик его карьеры уже прошёл, был излюбленной чертой характера Серлинга, он часто обыгрывал и драматизировал данную установку. «Если спортсмен не подходил для той истории, которую хотел рассказать Серлинг, он мог заменить его на прогоревшего бизнесмена» пишет биограф Серлинга Николас Паризи. «Путешествие во времени было излюбленным сюжетным приемом, особенно если оно могло дать прогоревшему бизнесмену второй шанс на менее напряжённую и более полноценную жизнь». Среди повторяющихся тем в произведениях Серлинга можно заметить противопоставления пожилого возраста — молодому, чувствительность — бесчувственности, индивидуальную мораль — менталитету толпы и разрушительные последствия предрассудков. Элементы придуманных Серлингом историй часто были связаны с биографией самого автора.